# Juventud Aprista Peruana
La Juventud Aprista Peruana (JAP) es el organismo juvenil del Partido Aprista Peruano que tiene como ámbito de acción política una jurisdicción territorial, de acuerdo a la organización política partidaria (sectores, distrital, provincial, departamental entre otros). En el cual participan jóvenes entre los 15 y 24 años con 11 meses de edad. Su labor comprende actividades de carácter cultural, político y social en la comunidad orientado básicamente al sector juvenil. La JAP es la instancia formativa del partido, ya que en ella se adquiere conocimiento de la ideología, organización y las normas partidarias, así como se le inculca los valores esenciales del aprismo.
En los lugares donde funciona un Comité Ejecutivo sectoral, distrital, entre otras, debe constituirse el comando respectivo de la JAP. Actualmente, también existen Comandos Provinciales y departamentales de la JAP. Los mecanismos de elección de los Comandos JAP se dan a través de Convenciones (distrital, provincial o departamental) y Congreso (nacional) en los cuales participan delegados elegidos en sus respectivas jurisdicciones territoriales.
Sin embargo, en concordancia con el proceso de democratización y modernización partidaria se postula la necesidad de llevar a cabo los futuros procesos electorales a través de la elección directa (un militante un voto) la cual aun requiere de un amplio debate a nivel partidario.

## Historia
Luego de la Revolución de Trujillo de 1932, existía en la clandestinidad la Vanguardia Aprista Juvenil (VAJ). El 7 de enero de 1934 se funda la Federación Aprista Juvenil (FAJ) como brazo político del Partido, que entregó la vida de sus mejores cuadros durante los años de persecución y martirologio. Su primer Secretario General fue Armando Villanueva del Campo. Años más tarde toma el nombre de Juventud Aprista Peruana (JAP) y posteriormente se crean los órganos funcionales estudiantiles; su coordinación está a cargo de la Secretaría Nacional de Juventudes. 
La Juventud Aprista Peruana (JAP) reúne a compañeros de 15 a 24 años (a los 18 años pertenecen automáticamente al PAP). Al igual que el estamento de los adultos tiene también jurisdicción territorial. En todos los Comités de la República funciona la JAP como escuela de formación integral para los nuevos ciudadanos. 
Los órganos funcionales de las Juventudes del APRA son el Comando Universitario Aprista (CUA), el Comando Aprista de Institutos Superiores (CAIS) y los Comandos Escolares Apristas (CEA). 
La CHAP (Chicos Apristas Peruanos) son Clubes Infantiles de niños y niñas de 7 a 14 años, para su formación cívica integral. Destacan el Club Infantil "23 de Mayo" del local central del PAP, el Club "Los Cachorros" del Comité Distrital de Surquillo en Lima y La Fanfarria del Comité Departamental de Lambayeque. Sus bandas de músicos se presentan en todas las actividades partidarias.